# 艾伯森 (紐約州)
艾伯森（英語：Albertson）是位於美國紐約州拿騷縣的普查規定居民點。

## 人口
根據2020年美國人口普查的數據，艾伯森的面積為1.70平方千米，皆為陸地。當地共有人口5220人，而人口密度為每平方千米3,070.59人。